# Ân Thi, Hồ Bắc
Châu tự trị dân tộc Thổ Gia, Miêu Ân Thi (tiếng Trung: 恩施土家族苗族自治州, bính âm: Ēnshī Tǔjiāzú Miáozú Zìzhìzhōu, âm Hán-Việt: Ân Thi Thổ Gia Miêu tộc Tự trị châu) là một châu tự trị tại tỉnh Hồ Bắc, Trung Quốc.

## Phân chia hành chính
Tính tới thời điểm ngày 29 tháng 7 năm 2009, địa cấp thị Tùy Châu được chia ra thành 3 đơn vị hành chính cấp huyện, gồm 2 thành phố cấp huyện và 6 huyện.
- Thành phố cấp huyện Ân Thi
- Thành phố cấp huyện Lợi Xuyên
- Huyện Kiến Thủy
- Huyện Lai Phượng
- Huyện Ba Đông
- Huyện Hạc Phong
- Huyện Tuyên Ân
- Huyện Hàm Phong